# Miroslav Heřman
Miroslav Heřman (ur. 15 maja 1950) – czechosłowacki kierowca wyścigowy.

## Kariera
W sezonie 1978 zajął 12 miejsce w klasyfikacji Pucharu Pokoju i Przyjaźni. W tym samym roku został mistrzem Czechosłowacji w wyścigach górskich w klasie A do 1300 cm³, wygrał także płaski wyścig w Ostrawie. W roku 1979 był siedemnasty w Pucharze Pokoju i Przyjaźni (w Toruniu zajął trzecie miejsce), a w czechosłowackim Pucharze A1 zajął trzecią pozycję. Po zdobyciu w 1980 roku czterech podiów wygrał Puchar Pokoju i Przyjaźni, a w kraju ponadto triumfował w wyścigu w Pieszczanach. Rok później był trzeci w końcowej klasyfikacji Pucharu Pokoju i Przyjaźni.